# Parnauïta
La parnauïta és un mineral de la classe dels fosfats. Rep el nom en honor de John "Jack" L. Parnau (31 de maig de 1906, Stockton, Califòrnia, EUA - 16 de juliol de 1990, Campbell, Califòrnia), un col·leccionista de minerals que va fer importants contribucions al coneixement de la localitat tipus.

## Característiques
La parnauïta és un arsenat de fórmula química Cu9(AsO₄)₂(SO₄)(OH)10·7H₂O. Es tracta d'una espècie aprovada per l'Associació Mineralògica Internacional, i publicada per primera vegada el 1978. Cristal·litza en el sistema ortoròmbic. La seva duresa a l'escala de Mohs és 2. Les varietats fibroses i les crostes es poden confondre amb l'strashimirita. Es pot distingir de la tirolita, visualment similar, per mètodes òptics.
Segons la classificació de Nickel-Strunz, la parnauïta pertany a «08.DF: Fosfats només amb cations de mida mitjana, amb proporció: (OH, etc.):RO₄ > 3:1» juntament amb els següents minerals: hotsonita, bolivarita, evansita, liskeardita, rosieresita, rusakovita, liroconita, sieleckiïta, calcofil·lita i gladiusita.

## Formació i jaciments
És un arsenat-sulfat de coure secundari poc comú. Va ser descoberta a la mina Majuba Hill, situada al districte miner d'Antelope, dins el comtat de Pershing (Nevada, Estats Units). Tot i tractar-se d'una espècie no gaire habitual ha estat descrita en tots els continents del planeta a excepció d'Oceania i l'Antàrtida. Als territoris de parla catalana ha estat descrita a la mina La Preciosa, situada a la Vall d'Almonesir, i a la mina La Amorosa, a Vilafermosa, tots dos indrets a la província de Castelló, al País Valencià, i a la mina «Iris 18» d'Escornalbou, a Riudecanyes (Baix Camp, Tarragona).